# مارتن ستيكلنبيرغ (لاعب كرة قدم)
مارتن ستيكلنبيرغ (بالهولندية: Maarten Stekelenburg)‏ هو مدرب كرة قدم ولاعب كرة قدم هولندي، ولد في 13 ديسمبر 1972 في أمستردام في هولندا. لعب مع SV Huizen ‏.

## وصلات خارجية
- مارتن ستيكلنبيرغ (لاعب كرة قدم) على موقع الاتحاد الأوربي (الإنجليزية)
- مارتن ستيكلنبيرغ (لاعب كرة قدم) على موقع قاعدة بيانات كرة القدم.إي يو (الإنجليزية)